# Ruta 68 (Chile)
La Ruta CH-68, conocida como Camino a Valparaíso, es una carretera chilena que abarca las regiones de Valparaíso y Metropolitana de Santiago, en el centro del país. La ruta se inicia en Santiago y finaliza en la ciudad de Valparaíso, teniendo la variante de Agua Santa —a 10 kilómetros antes de su fin el desvío hacia Viña del Mar. Corresponde a la concesión Vías Chile Ltda.
Ha tenido un gran impacto en la forma de vivir en gran parte de los chilenos, ya que une dos áreas urbanas muy populosas del país; el Gran Santiago y el Gran Valparaíso, convirtiéndola en la ruta terrestre más transitada de Chile.[cita requerida]
Esta carretera cobra especial importancia en el período estival, año nuevo y fines de semana largos, dado el carácter turístico de la costa de la Región de Valparaíso, conocida como Litoral Central. A la altura de la comuna de Casablanca está ubicado el Santuario de Lo Vásquez, que moviliza a miles de fieles a pie por la carretera; por ello se corta el tránsito vehicular durante las celebraciones de la Virgen María, especialmente el día de la Inmaculada Concepción. Posee dos túneles: Lo Prado de 2886 m, construido en 1970, y el túnel Zapata, construido entre 1950 y 1955.
Otros de los atractivos cercanos a la ruta son el Lago Peñuelas, cuya ribera sur es visible desde la carretera, la reserva nacional del mismo nombre, y una serie de viñas del valle de Casablanca.
En el año 2019 se inauguró el sistema de telepeaje por el ministro de Obras Públicas Juan Andrés Fontaine.

## Historia

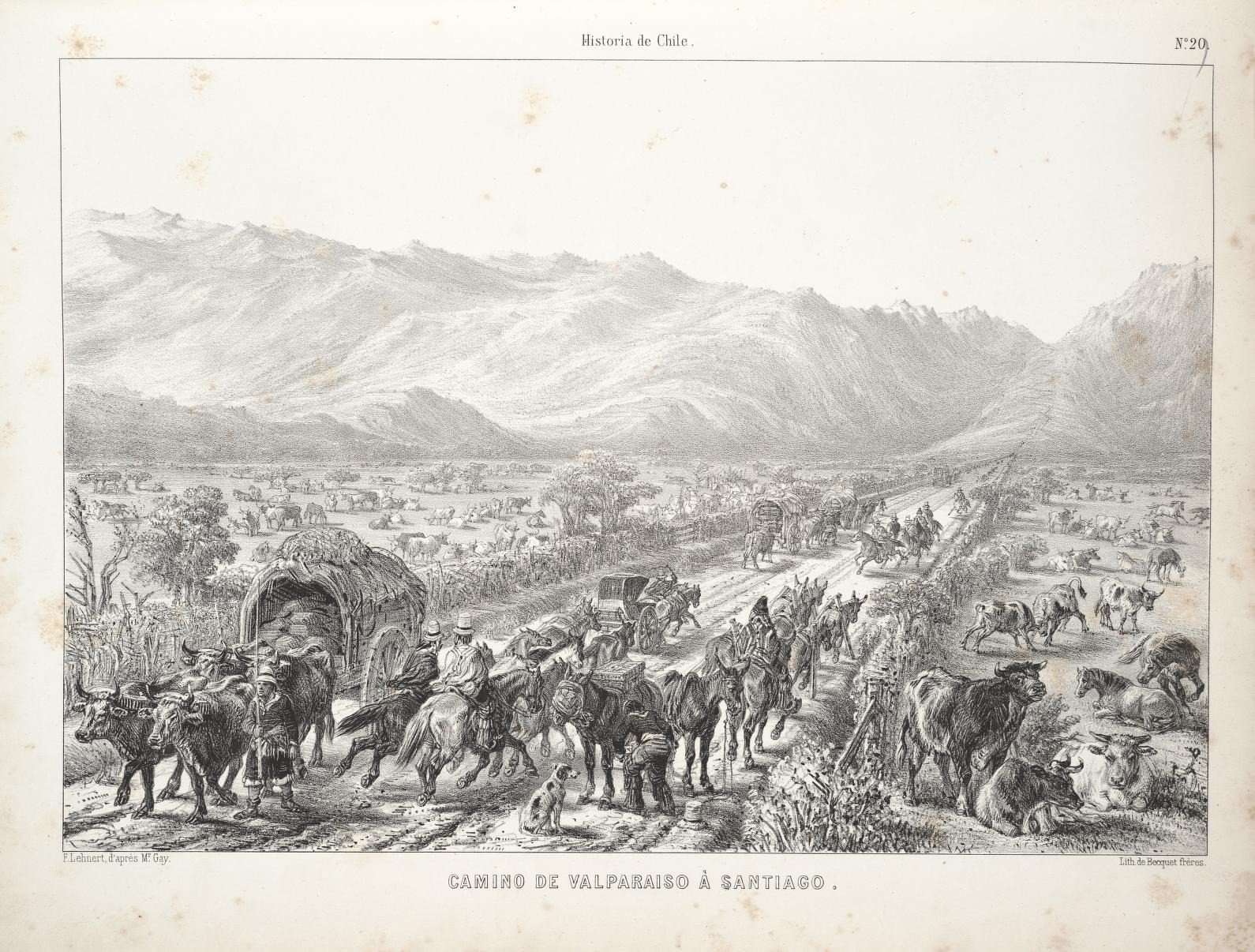
Camino de Valparaíso a Santiago, ilustración de Claudio Gay (1854).

Una serie de vías de comunicación caminera se comienza a construir por los españoles entre ellos, el Camino de las Cuestas que unía Santiago con Valparaíso partía de la calle San Pablo, pasaba por la cuesta Lo Prado, Curacaví y cuesta Zapata. Para financiar esta enorme construcción se instaló un peaje a la Salida de Valparaíso, por lo que este habría sido el primer servicio de peaje que se inauguró en Chile. Este camino fue comenzado a construir en 1795, bajo el Gobierno de Ambrosio O’Higgins, y fue inaugurado en 1802. Se le conocía también como Camino Real o Caracol. El arquitecto fue Joaquín Toesca.

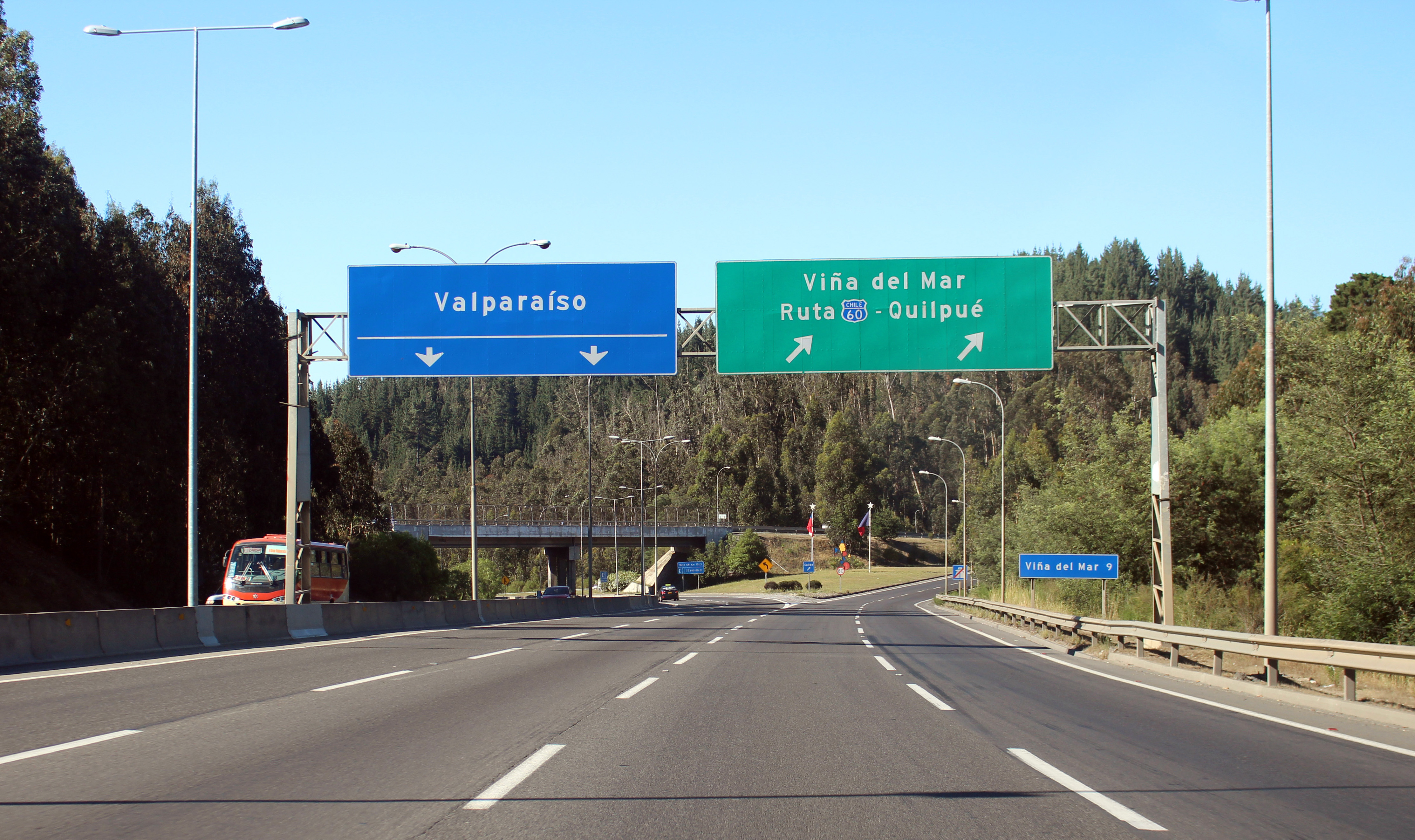
Ruta 68 en el cruce con la ruta 60

La ruta ha sido el eje de comunicación natural entre Valparaíso y Santiago, cuando el medio de transporte se basaba en tracción animal y la ruta demoraba dos días.
En 1937 entra en servicio el camino Santiago - Valparaíso por la cuesta Barriga, que desde 1955 permitía evitarla con el nuevo Túnel Zapata, En su inicio en Valparaíso el camino nace en la Avenida Santos Ossa, abierta en 1960. En 1970 se inaugura el Túnel Lo Prado, de 2.886 metros de longitud, ubicado entre los kilómetros 21 y 24 de la ruta, que permitía evitar la cuesta Barriga, y acortaba el viaje en al menos 45 minutos. Entre 1999 y 2003 la ruta fue convertida en autopista de doble calzada, con tercera pista de subida para vehículos pesados en las pendientes más pronunciadas. En 2019 inicia el funcionamiento del cobro de peaje automático (free flow) a través de 3 pistas especiales para ese cobro.

### Enlaces
- Avenida Libertador General Bernardo O'Higgins
- kilómetro 0 Oceánica - Av. Gladys Marín Sentido Poniente-Oriente.
- kilómetro 2 Teniente Cruz.
- kilómetro 6.1 Vespucio Norte - Aeropuerto - Ruta 5 Norte - Las Condes.
- kilómetro 6.3 Vespucio Sur - Maipú - Ruta 5 Sur - La Florida.
- kilómetro 9 Costanera Norte - Al Oriente Sentido Poniente-Oriente.
- kilómetro 10 El Noviciado Sentido Oriente-Poniente.
- kilómetro 11 Laguna Carén - Lomas de Lo Aguirre.
- kilómetro 13 Ciudad de Los Valles.
- kilómetro 15 Mina Lo Aguirre - Cuesta Lo Prado - Espacio Broadway.
- kilómetro 20 Centro de Estudios Nucleares.
- kilómetro 21 Túnel Lo Prado.
- kilómetro 31 Los Panguiles - Cuesta Barriga - Padre Hurtado.
- kilómetro 33 María Pinto - Melipilla.
- kilómetro 41 Curacaví Oriente.
- kilómetro 46 Curacaví Poniente.
- kilómetro 46.5 Restaurant Agua de Piedra y Servicentro Copec.
- kilómetro 52 Cuesta Zapata.
- kilómetro 55 Túnel Zapata.
- kilómetro 57 Viña Veramonte.
- kilómetro 60 Cuesta Zapata - La Vinilla.
- kilómetro 66 Algarrobo - San Antonio.
- kilómetro 69 Casablanca - Tapihue.
- kilómetro 72 Casablanca - Lo Vásquez.
- kilómetro 78 Santuario Lo Vásquez.
- kilómetro 79 Quilpué - Villa Alemana (Ruta Lo Orozco).
- kilómetro 80 Retorno - La Playa - Las Dichas Sentido Oriente-Poniente.
- kilómetro 84 Paso Hondo - Melosilla.
- kilómetro 87 Reserva Forestal Peñuelas Oriente.
- kilómetro 89 Reserva Forestal Peñuelas Poniente.
- kilómetro 92 Quintay - Tunquén.
- kilómetro 95 Peñuelas.
- kilómetro 96 Antepuerto - Curauma - Centro Comercial.
- kilómetro 98 Placilla.
- kilómetro 99 Camino La Pólvora - Laguna Verde - Zeal.
- kilómetro 101 Viña del Mar - Ruta 60 - Quilpué.
- Avenida José Santos Ossa
- kilómetro 105.5 Atravieso Santos Ossa Sentido Oriente-Poniente.
- kilómetro 105.7 La Planchada Sentido Poniente-Oriente.
- kilómetro 106.3 San Roque Sentido Poniente-Oriente.
- kilómetro 106.4 Villa Rapanui - Villa Magisterio - Rodelillo Sentido Oriente-Poniente.
- kilómetro 106.9 Club 18 Javiera Carrera Sentido Poniente-Oriente.
- kilómetro 107 La Planchada - Tierras Rojas Sentido Oriente-Poniente.
- kilómetro 108.3 Hospital Dr. Eduardo Pereira Sentido Poniente-Oriente.
- kilómetro 108.8 Calle Noruega Sentido Poniente-Oriente.
- kilómetro 109 Villa Portuaria Sentido Poniente-Oriente.
- kilómetro 110 Barón - Av. Argentina Sentido Oriente-Poniente.
- Avenida Argentina

### Plazas de Peajes
- kilómetro 18 Troncal Lo Prado.
- kilómetro 59 Troncal Zapata.
- kilómetro 60 Lateral Zapata Poniente Sentido Poniente-Oriente.
- kilómetro 66 Lateral Algarrobo Sentido Poniente-Oriente.
- kilómetro 69 Lateral Tapihue Sentido Poniente-Oriente.
- kilómetro 72 Lateral Casablanca Sentido Poniente-Oriente.
- kilómetro 92 Lateral Quintay Sentido Poniente-Oriente.